# I Can't Get Enough
I Can't Get Enough är en låt framförd av Cazzi Opeia i Melodifestivalen 2022. Låten som deltog i den tredje deltävlingen, gick vidare till semifinal (som tidigare hette andra chansen), och sedan till stora finalen, där hon slutade på plats 9.
Låten är skriven av artisten själv, Bishat Araya, Jakob Redtzer och Paul Rey.